# کوونوف (ناحیه راکوونیک)
کوونوف (به چکی: Kounov) یک منطقهٔ مسکونی در جمهوری چک است که در ناحیه راکوونیک واقع شده‌است.